# كوسوكي تاكاتومي
كوسوكي تاكاتومي (باليابانية: 武富 孝介) (مواليد 23 سبتمبر 1990)، هو لاعب كرة قدم ياباني سابق كان يلعب كلاعب وسط.

## وصلات خارجية
- كوسوكي تاكاتومي على موقع رابطة كرة القدم اليابانية للمحترفين (اليابانية)
- كوسوكي تاكاتومي على موقع قاعدة بيانات كرة القدم.إي يو (الإنجليزية)
- كوسوكي تاكاتومي على موقع Soccerway.com (الإنجليزية)
- كوسوكي تاكاتومي على موقع عالم كرة القدم.نت (الإنجليزية)
- كوسوكي تاكاتومي على موقع كووورة